# Espeletia argentea
Espeletia argentea là một loài thực vật có hoa trong họ Cúc. Loài này được Humb. & Bonpl. mô tả khoa học đầu tiên.